# Jordi Cornudella i Martorell
Jordi Cornudella i Martorell (Barcelona, 22 d'octubre de 1962) és un poeta i editor català. És llicenciat en filologia clàssica. Entre la seva obra destaquen els poemaris Felí encès (1995) i El germà de Catul i més coses (1997), amb el que va guanyar el Premi de la Crítica de poesia catalana. També ha publicat assajos i estudis, i és traductor de prosa i poesia. El 2003 va editar una antologia de poemes universals sobre la guerra, anomenada Maleïdes les guerres.
Treballa en el món editorial des del 1986. Va estar cinc anys a Quaderns Crema (1986-1991). Després va treballar en el ram de l'edició institucional (COOB '92, 1991-1993) i com a autònom en una empresa de serveis editorials (Jotatres, 1993-1995). Des del 1996 fa d'editor al Grup 62, on actualment s'encarrega de l'anomenat «projecte cultural» (poesia, clàssics catalans i universals, obres completes, etc.); a més, assessora els diversos segells del grup, tant els de l'arèa infantil i juvenil com els de l'àrea d'interès general, i fa l'editing de les obres de certs autors contemporanis (com ara Toni Sala, Jordi Puntí, Joan Carreras o Jaume Cabré). S'ha responsabilitzat personalment de l'edició de diversos clàssics catalans, com en el cas de l'Obra poètica en vers i en prosa de J. V. Foix (2000). Actualment, s'encarrega de les edicions i reedicions de l'obra de Josep Pla a Destino i a Labutxaca, i és un dels representants de Grup 62 a la Càtedra Josep Pla.
Des de 2014 forma part del projecte De Capçalera, que té l'objectiu de potenciar el vincle existent entre els escriptors catalans (amb un prestigi i una trajectòria consolidats) i les biblioteques públiques catalanes per tal d'establir col·laboracions més estretes. Cornudella es vincula a la Biblioteca La Muntala de Sant Vicenç de Montalt.
És marmessor del llegat literari dels germans Gabriel Ferrater i Joan Ferraté, i patró de la Fundació J. V. Foix. El 1988 en va publicar, amb Joan Ferraté, l’antologia Vers i prosa, i el 1993, conjuntament amb Núria Perpinyà, l’Àlbum Ferrater. Més recentment s'ha encarregat de l'edició crítica de Les dones i els dies (2018) i de l'edició del Curs de literatura catalana contemporània (2019). El 2022 fou nomenat comissari de l'Any Ferrater.

## Obra publicada

### Poesia
- Felí encès. Barcelona: Quaderns Crema, 1985
- El germà de Catul i més coses. Barcelona: Empúries, Edicions 62, 1997
- Tot Abulcàssim. Bellcaire d'Empordà: Vitel·la, 2019

### Biografies
- Àlbum Ferrater (amb Núria Perpinyà i Filella). Barcelona: Quaderns Crema, 1992

### Estudis literaris
- Nabí, de Josep Carner. Barcelona: Empúries, 1986
- Gabriel Ferrater: vers i prosa. València: Eliseu Climent, 3i4, 1988
- Les bones companyies. Barcelona: Galàxia Gutenberg - Cercle de Lectors, 2010[5]

### Traduccions
- Catul, Gai Valeri: Poesia: seleccions català i llatí. Barcelona: Jordi Puntí, Manel Río, 1999
- D'Annunzio, Gabriele: La Leda sense cigne; El company d'ulls sense pestanyes. Barcelona: Edhasa, 1990
- Epicur de Samos: Sobre la felicitat: carta a Meneceu i màximes capitals. Barcelona: Edicions 62, 1995
- Pazzi, Roberto: Buscant l'emperador: història d'un regiment rus desaparegut a Sibèria durant la revolució, en cerca del tsar presoner. Barcelona: Quaderns Crema, 1986
- Tabucchi, Antonio: Somnis de somnis. Barcelona: Edicions 62, 1998

## Premis literaris
- Premi de la Crítica de poesia catalana, 1997: El germà de Catul i més coses
- Premi Cavall Verd-Rafael Jaume de traducció poètica, 2004: Coordinació de la traducció de Maleïdes les guerres
- Premi Internacional d'Assaig Josep Palau i Fabre, 2010: Les bones companyies[6]